# Santa Cruz Cabrália
Santa Cruz Cabrália est une municipalité brésilienne de l'État de Bahia et la microrégion de Porto Seguro.